# Eunhaeng-dong, Seongnam
Eunhaeng-dong (koreanska: 은행동) är en stadsdel i staden Seongnam i provinsen Gyeonggi, 21 km sydost om huvudstaden Seoul. Den ligger i stadsdistriktet Jungwon-gu.

## Indelning
Administrativt är Eunhaeng-dong indelat i:
| Namn    | Namn                | Yta km² | Invånare 31 dec 2020 |
| ------- | ------------------- | ------- | -------------------- |
| 은행1동 | Eunhaeng 1(il)-dong | 0,21    | 10 372               |
| 은행2동 | Eunhaeng 2(i)-dong  | 2,46    | 24 753               |